# A.H. Albut
Alfred Harold "Alf" Albut, bedre kendt som A. H. Albut, var den første fuldtidsansatte sekretær i fodboldklubben Newton Heath (i dag Manchester United). Han blev sekretær i 1892 og havde denne stilling indtil James West overtog i 1900.
| Sport              | Sport                              | Sport                     |
| ------------------ | ---------------------------------- | ------------------------- |
| Foregående: Ukendt | Manchester United-træner 1892-1900 | Efterfølgende: James West |